# Debreceni Vásárcsarnok
A Debreceni Vásárcsarnok 2008-ban megvalósult beruházás, átadására 2008. április 14-én került sor. A Finta és Társai Építész Stúdió Kft. városkoncepciója valósult meg a vásárcsarnoki piaccal. Felelős építész tervezője Szabó Tamás János, tervezőtársa Dienes Szabolcs. Építész munkatársakként közreműködött még az épület megvalósításában Kasza Béla, Koncsol András, Honti Mariann, Cserháti Czene Andrea. A tűzvédelem biztonságát Báder György oldotta meg.
A Debreceni Fórum és Piac három épületből valósult meg. A vásárcsarnoknak igazi piaci jellege van. A Vár utca irányából a vásárcsarnokba igyekvők mind vízszintesen, mind függőlegesen tagolt épületet láthatnak. Debrecen városnak egy kettős tornyú temploma található a közelben. A Vár és Csapó utca kereszteződésénél az épület bentebb húzódik az utcával szemben. Becenevei: „Kofapláza”, „krumplipalota”.

## Külső hivatkozások
- Debreceni Vásárcsarnok